# Santa Monica
Monica (Tagaste, 331 – Ostia, 387) è stata la madre di Agostino d'Ippona; è venerata come santa dalla Chiesa cattolica, che la ricorda il 27 agosto o il 4 maggio.

## Biografia
Nacque a Tagaste, da una famiglia di etnia berbera, profondamente cristiana e di buone condizioni economiche. Le fu concesso di studiare e ne approfittò per leggere la Bibbia e meditarla.
Si sposò con Patrizio, un modesto proprietario di Tagaste, non ancora battezzato. Diede alla luce il figlio primogenito Agostino a 22 anni, nel 354. Ebbe un altro figlio, Navigio, e una figlia di cui si ignora il nome. Dette a tutti e tre un'educazione cristiana, soffrendo per la condotta dissoluta di Agostino. Quando egli si trasferì a Roma, decise di seguirlo, ma lui con uno stratagemma la lasciò a terra a Cartagine, mentre s'imbarcavano per Roma. Monica passò la notte in lacrime sulla tomba di san Cipriano (come narra lo stesso Agostino nelle Confessioni, V,8,15).
Nel 371 il marito Patrizio si convertì al cristianesimo e si fece battezzare. Patrizio morì l'anno seguente; Monica aveva 39 anni e prese in mano la direzione della casa e l'amministrazione dei beni.
Nel 385 Monica poté imbarcarsi per Roma e raggiunse il figlio a Milano, ove egli ricopriva una cattedra di retorica. Il suo amore materno e le sue preghiere favorirono la conversione di Agostino, che ricevette le catechesi di sant'Ambrogio e fu battezzato il 25 aprile 387.
La troviamo poi accanto al figlio a Cassiciaco, presso Milano, discutendo con lui e altri familiari di filosofia ed altri argomenti di carattere spirituale e partecipando con sapienza ai discorsi, al punto che Agostino volle trascrivere nei suoi scritti le parole della madre. La cosa suonò inusuale, perché all'epoca alle donne non era permesso prendere la parola.
Con Agostino lasciò Milano diretta a Roma, e poi a Ostia, dove affittarono una casa, in attesa di una nave in partenza per l'Africa. Fu un periodo carico di dialoghi spirituali, che Agostino ci riporta nelle sue Confessioni. Lì si ammalò, forse di malaria, e in nove giorni morì.

## Culto
Il suo corpo fu tumulato nel luogo in cui in seguito sorse la chiesa di Sant'Aurea di Ostia. Il 9 aprile 1430 le sue reliquie furono traslate a Roma nella chiesa di San Trifone, oggi di Sant'Agostino, e poste in un pregiato sarcofago, opera di Isaia da Pisa (XV secolo).
La Chiesa cattolica nel nuovo calendario ne celebra la memoria il 27 agosto, il giorno prima di quella di Agostino, che morì il 28 agosto. Secondo il calendario romano nella Messa tridentina si celebra il 4 maggio. La santa viene spesso raffigurata come una vedova che regge in mano un crocifisso, vestita con un abito nero (talvolta ornato con fiorellini dorati e il capo coperto da un velo ocra).